# Paul Murdin

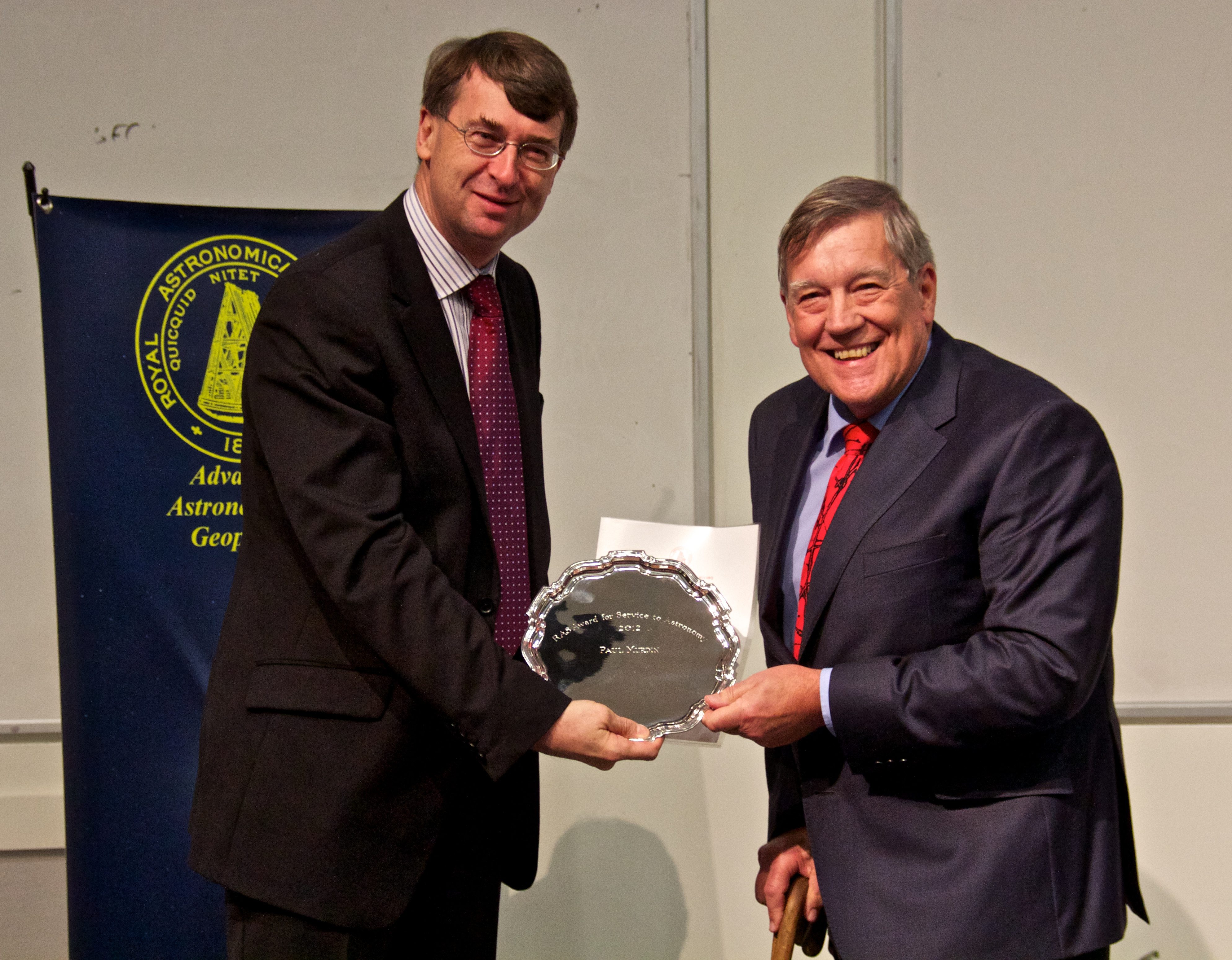
Roger Davies überreicht Paul Murdin (rechts) den RAS Service Award (2012)

Paul Geoffrey Murdin OBE FRAS (* 5. Januar 1942) ist ein britischer Astronom. Er identifizierte den ersten klaren Kandidaten für ein Schwarzes Loch, Cygnus X-1, mit seiner Kollegin Louise Webster.

## Leben
Murdin studierte Mathematik und Physik an der University of Oxford und der University of Rochester, wo er mit dem Thema The Crab Nebula and its Pulsar im Jahr 1970 promovierte. Anschließend nahm er eine dreijährige Anstellung am Royal Greenwich Observatory an. Er untersuchte die Ursache von kurz zuvor entdeckten, starken kosmischen Röntgenquellen. Gemeinsam mit Louise Webster entdeckte er einen Stern, der aufgrund einer periodischen Dopplerverschiebung Teil eines binären Systems sein musste, ohne dass jedoch der Partner sichtbar war. Sie erwogen deshalb als Partner ein Schwarzes Loch.
Murdin und Webster begannen dann am fertiggestellten Anglo-Australian Telescope zu arbeiten und setzten ähnliche Untersuchungsmethoden ein. Murdin kehrte später an das Royal Greenwich Observatory zurück und arbeitete am Ausbau des UK-Netherlands observatory in La Palma, das schließlich die Isaac Newton Group of Telescopes wurde. Er war deren erster Leiter und hatte die Position bis 1987 inne. In den Jahren 1991–93 war er Direktor des Royal Observatory, Edinburgh. Er war Präsident der European Astronomical Society, Treasurer der Royal Astronomical Society und leitete verschiedene Komitees der International Astronomical Union (IAU).
Neben vielen Fachartikeln war er Verfasser oder Herausgeber einer Reihe von Fach- und populärwissenschaftlichen Büchern. Zudem hatte er eine Reihe von Fernseh- und Radiobeiträgen.
Seinen Ruhestand verbringt er in Cambridge, er ist Gastprofessor der Liverpool John Moores University und Senior Fellow Emeritus des Institute of Astronomy, Cambridge.
1994 wurde er zum ordentlichen Mitglied der Academia Europaea gewählt.
Er ist verheiratet und hat drei Kinder.

## Auszeichnungen (Auswahl)
- 1988: Officer of the Order of the British Empire
- 2012: RAS Service Award[5]
- Namensgeber des 2004 entdeckten Asteroiden 128562 „Murdin“[6]